# 神學
神學一詞，廣泛指稱所有對神（上帝）這個主題展開的研究或學說。神學一詞的希臘文Θεολογια是由Θεος（即「神」）和λογος（即「逻各斯／話語／學說」）兩個字組合而成，字面上便有建立人類對上帝正確認識的學說之意。為宗教研究的一個領域。
在羅馬的君士坦丁與狄奧多西崇信基督教以後，在歐洲，神學多被用以指稱基督教神學，但在基督教神學之外，還有伊斯蘭教神學、猶太教神學等神學體系。有些科學理論家和人文主義代表由於神學受到認信傳統所規限而拒絕神學，並且主张公立大學不應該有神學系的設置。

## 定義
拉丁教父奧古斯丁定義神學（拉丁語：theologia）的意義為「理性地討論與神明有關的一切事物」。神學家理查德·胡克定義神學為探討「神聖事物的科學」。

## 歷史發展
「神學」這一概念並非源自基督宗教，而是早已出現在古希臘思想中。在古希臘思想中，「神學」（亦即「關於神的言談」；後來像巴特這樣的神學家把這個概念理解為「神對人的言談」）一詞指稱關於諸神故事的唱頌和講述。這樣把神學理解為神話學，最早的證據出現在柏拉圖《國家篇》（379 a）的對話錄中。柏拉圖用批判的標準來衡量諸神神話（當時備受批判的神學），而所用的批判標準就是用以衡量真理的標準：一、善、不變。在亞里士多德那裏，神學概念的意含發生了根本的改變：神學作為最高的理論科學現在指向作為真正首要原理的神聖者（《形而上學》，1064a/b）。從而，神學的應用範圍就從神話學說轉變成形而上學。
在第二世紀，「神學」這一詞被基督教作家（即護教者）所採納，與外邦多神教作家的「神話學」（關於諸神故事的述說）相區別。在優西比烏裡，「神學」這一概念大概意指「基督教的上帝論」。在所有教父時期的作家那裏，這個概念並不涉及一般而言的基督教學說，而是僅僅涉及那些直接關涉上帝的那些方面。這樣，某些早期基督教作家，例如《聖經·約翰福音》的作者以及納西昂的格列高利，就尤其被指稱為「神學家」，因為上帝處於其學說的中心。關於上帝為人類設立的救恩行動和為人類指定的拯救秩序的問題，則在「經世」（希：oikonomia）這一概念下得到處理。
古代教會的基督教神學家往往是主教，中世紀的神學家則往往是修會人士。自從大學作為修會高等學府在中世紀產生以來，神學就總是居首的學系。後來，在中世紀盛期，「神學」這一概念就在阿貝拉爾（早期經院哲學）和波納文圖拉（盛期經院哲學）首次獲得了一個更為全面的意含：「關於神聖知識的領域」，包含了整個基督教學說。在這個意義上，「神學」這一概念的意含逐漸固定下來；後來，托馬斯·阿奎那的《神學大全》，視神學為一門思辨性的、理論性的科學。
後來的宗教改革家越來越強調神學的實踐方向。馬丁·路德也處於修院傳統（例如中世紀的安瑟倫和明谷的貝爾納德）的影響之下來理解神學。神學所關涉的完全是委身於上帝所施行的救恩，以及信徒生活的完滿實踐。在這種意義上，有為數不少的路德派正統神學家就把神學規定為一門實踐科學（scientia practica），儘管這門「科學」不具備科學對嚴謹的要求。因此，路德宗正統神學的神學體系也就經常獲得了一種像中古經院時期《神學大全》那樣的系統特性，不過在內容方面則有不同的規劃，而且其體系建設也越來越以信仰實踐為導向。由此而得到確立的，還有一種越來越理論性的神學理解。
神學作為一門学科，與信仰實踐和對信仰的直接知識有所區別，這種不同早在路德宗正統神學那裏通過神學家卡利克斯特（Georg Calixt）便已得到指明。這在卡洛夫（Abraham Calov）和奎恩施特（Johann Andreas Quenstedt）的神學進路中明明可見。儘管他們把神學視為先於信仰的，但這種關係在啟蒙運動時期卻被顛倒過來：神學是次要的、從屬的，作為對信仰或宗教所作的反思形式。這種關係規定首先出現在塞姆勒（Johann Salomo Semler）那裏。施萊爾馬赫把神學理解為一門實證學（positive Wissenschaft），聯繫於教會領導層。儘管神學與信仰的區分直到今天仍然規範著神學論述，但神學與教會領導層之間的定向關係則是富有爭議的。

## 批评与争议
关于神学也是科学的论点，批評者認為神學因为无法满足科学研究的定义，因此神學无法作為一門科學来研究。《史丹佛哲學百科全書》区分神學和哲學如下：「从这两个学科的角度来看，如果论证的前提至少之一是从启示中获得的，那么论证就属于神学领域；否则，它将落入哲学领域。」。前提从启示中获得的论证， 与形而上学的只用自然推理的理性分析方法相矛盾。
以色列历史学家尤瓦尔·赫拉利是这样通俗地解释了自然神学（自然神学与启示神学相对立）：「世上真有神吗？这可能得看你想到的是哪个神。对你来说，神指的是宇宙间的奥秘还是掌管人世的秩序制定者？有时候，我们说到“神”，讲的是宇宙间有某种包罗万象、令人敬畏的谜团，是人类智慧所无法理解的事物。对于全宇宙最令人费解的诸多奥秘，我们都想用神来解释。例如，为何世间存在万物，而非一片虚无？到底是什么力量制定了物理学的基本定律？意识是什么，它来自何方？我们对这些问题的答案一无所知，于是就给这种无知冠上了神的名号。这种宇宙奥秘的神，最基本的特征就是我们没办法真的对他有什么具体描述。这种神属于哲学家，每当我们夜晚坐在篝火边，仰望夜空，思索人生意义的时候，我们所谈的神就是这一种。」
《未来简史》第3章人类的特殊之处“生命的等式”一节指出， 但在过去几个世纪里，科学家并没有找到任何实证证据证明神的存在，反而对闪电、下雨和生命的起源有了更详细的解释。因此，现在除了几个哲学子领域之外，在经过同行评议的科学期刊上，已经不会出现真心相信神存在的文章。历史学家不会说同盟国是因为有神相助才赢得第二次世界大战，经济学家不会认为是上帝造成了1929年的经济危机，地质学家也不会说板块运动是神的旨意。

## 分類
杜威圖書館分類法
- 聖經神學
- 基督教神学
- 歸正神學
- 公教神學（Catholic Theology）
- 新教神學
- 正教神學（Orthodox Theology）
- 自由神學
- 歷程神學（Process Theology）
- 新正統神學
- 基要神學
- 福音神學
- 解放神學
- 處境神學（Contextual Theology）
- 时代主義神學
- 存在主義神學
- 社會神學
- 其他神學
  - 系統神學 - 亦稱「教義學」
  - 聖經注釋學 - 亦稱「聖經解釋學」、「解經學」
  - 教父神學
  - 經院神學
  - 歷史神學
  - 實踐神學
  - 詮釋學神學、詮釋學
  - 老子神學
  - 婦女神學
  - 同志神學
  - 社會福音神學 - 曾被視為自由主義神學的子題
  - 漢語神學
  - 東正教神學
  - 異端神學
  - 生態神學
  - 文化神學
- 自然神学
- 自然神论
- 基督徒自然神论

### 引用
1. ↑  Thomas Paine, The Age of Reason, from "The Life and Major Writings of Thomas Paine", ed. Philip S. Foner, (New York, The Citadel Press, 1945) p601
2. ↑  .   [2021-03-29]. （原始内容存档于2021-04-01）. On this way of seeing the two disciplines, if at least one of the premises of an argument is derived from revelation, the argument falls in the domain of theology; otherwise it falls into philosophy's domain. Since this way of thinking about philosophy and theology sharply demarcates the disciplines, it is possible in principle that the conclusions reached by one might be contradicted by the other.
3. ↑  Harari, Yuval Noah; Spiegel & Grau (2018). 21 Lessons for the 21st Century. ISBN 9780525512172.
4. ↑  .   [2020-07-10]. （原始内容存档于2020-07-10）.

## 外部連結
- 聖多瑪斯‧阿奎那「神學大全」完整中文版 （页面存档备份，存于）